# 9-1-1: Teksas
 9-1-1: Teksas – amerykański serial telewizyjny (dramat) wyprodukowany przez ReamWorks, Brad Falchuk Teley-Vision, Ryan Murphy Television oraz 20th Television, którego twórcami są Ryan Murphy, Brad Falchuk i Tim Minear. Serial jest spin-offem 9-1-1, który jest emitowany od 19 stycznia 2020 roku przez FOX, natomiast w Polsce od 10 marca 2020 roku przez Fox Polska.
Fabuła serialu opowiada o Owenie Strand, strażaku, który wraz ze swoim synem przeprowadza się do Austin w stanie Teksas. Mężczyzna musi zachować równowagę między życiem prywatnym a pracą.

## Obsada

### Role główne
- Rob Lowe jako Owen Strand
- Liv Tyler jako Michelle Blake[3]
- Ronen Rubinstein jako Tyler Kennedy "TK" Strand[4]
- Sierra McClain jako Grace Ryder[4]
- Jim Parrack jako Judson "Judd" Ryder[5]
- Natacha Karam jako Marjan Marwani[6]
- Brian Michael Smith jako Paul Strickland[6]
- Rafael Silva jako Carlos Reyes[6]
- Julian Works jako Mateo Chavez[6]
- Gina Torres jako Tommy Vega[7]

### Role drugoplanowe
- Kyle Secor jako  Alden Radford
- Brianna Baker jako  Nancy Gillian
- Mark Elias jako  Tim Rosewater
- Jon Foster jako  Dustin Shepard
- Brett Rice jako  Wayne Gettinger
- Mary Kay Place jako  Theresa Blake
- Natalie Zea jako  Zoe
- Billy Burke jako Billy Tyson
- Tamala Jones jako  Sarina Washington
- Lyndsy Fonseca jako  Iris Blake

## Przegląd sezonów
| Sezon | Sezon | Odcinki | Pierwsza emisja (FOX) | Pierwsza emisja (FOX) | Pierwsza emisja (Fox Polska: serie 1-3; Disney+: serie 4-5) | Pierwsza emisja (Fox Polska: serie 1-3; Disney+: serie 4-5) |
| Sezon | Sezon | Odcinki | Premiera sezonu       | Finał sezonu          | Premiera sezonu                                             | Finał sezonu                                                |
| ----- | ----- | ------- | --------------------- | --------------------- | ----------------------------------------------------------- | ----------------------------------------------------------- |
|       | 1     | 10      | 19 stycznia 2020      | 9 marca 2020          | 10 marca 2020                                               | 12 maja 2020                                                |
|       | 2     | 14      | 18 stycznia 2021      | 24 maja 2021          | 2 marca 2021                                                | 8 czerwca 2021                                              |
|       | 3     | 18      | 3 stycznia 2022       | 16 maja 2022          | 22 lutego 2022                                              | 28 czerwca 2022                                             |
|       | 4     | 18      | 24 stycznia 2023      | 16 maja 2023          | 15 marca 2023                                               | 12 lipca 2023                                               |
|       | 5     | 12      | 23 września 2024      | 3 lutego 2025         | 27 listopada 2024                                           | 12 lutego 2025                                              |

## Lista odcinków

### Sezon 1 (2020)
| Nr | #  | Tytuł                     | Polski tytuł         | Reżyseria             | Scenariusz                            | Premiera (Fox)   | Premiera w Polsce (Fox Polska) |
| -- | -- | ------------------------- | -------------------- | --------------------- | ------------------------------------- | ---------------- | ------------------------------ |
| 1  | 1  | Pilot                     | Pilot                | Bradley Buecker       | Ryan Murphy, Brad Falchuk, Tim Minear | 19 stycznia 2020 | 10 marca 2020                  |
| 2  | 2  | Yee-Haw                   | Hurra                | Bradley Buecker       | Tim Minear, Rashad Raisani            | 20 stycznia 2020 | 17 marca 2020                  |
| 3  | 3  | Texas Proud               | Teksańska duma       | Jennifer Lynch        | Kristy Lowrey                         | 27 stycznia 2020 | 24 marca 2020                  |
| 4  | 4  | Act of God                | Siła wyższa          | Sharat Raju           | Molly Green, James Leffler            | 3 lutego 2020    | 31 marca 2020                  |
| 5  | 5  | Studs                     | Ogiery               | Bradley Buecker       | Carly Soteras                         | 10 lutego 2020   | 7 kwietnia 2020                |
| 6  | 6  | Friends Like These        | Tacy przyjaciele     | Marita Grabiak        | John Owen Lowe                        | 17 lutego 2020   | 14 kwietnia 2020               |
| 7  | 7  | Bum Steer                 | Zmyłka               | John J. Gray          | Jill Snyder                           | 24 lutego 2020   | 21 kwietnia 2020               |
| 8  | 8  | Monster Inside            | Wewnętrzny potwór    | Gwyneth Horder-Payton | Tonya Kong                            | 2 marca 2020     | 28 kwietnia 2020               |
| 9  | 9  | Awakening                 | Przebudzenie         | David Grossman        | Rashad Raisani                        | 9 marca 2020     | 5 maja 2020                    |
| 10 | 10 | Austin, We Have a Problem | Austin, mamy problem | Bradley Buecker       | Rashad Raisani, Tim Minear            | 9 marca 2020     | 12 maja 2020                   |

### Sezon 2 (2021)
| Nr                                                                                                   | #  | Tytuł                         | Polski tytuł          | Reżyseria          | Scenariusz                   | Premiera (Fox)   | Premiera w Polsce (Fox Polska) |
| --- | -- | ----------------------------- | --------------------- | ------------------ | ---------------------------- | ---------------- | ------------------------------ |
| 11                                                                                                   | 1  | Back in the Saddle            | Znowu w siodle        | Bradley Buecker    | Tim Minear, Rashad Raisani   | 18 stycznia 2021 | 2 marca 2021                   |
| 12                                                                                                   | 2  | 2100°                         | Lawa                  | Bradley Buecker    | Molly Green, James Leffler   | 25 stycznia 2021 | 9 marca 2021                   |
| 13                                                                                                   | 3  | Hold the Line                 | Proszę czekać         | Bradley Buecker    | Jessica Ball, John Owen Lowe | 1 lutego 2021    | 16 marca 2021                  |
| Odcinek jest drugą częścią dwuodcinkowego crossoveru z serialem 9-1-1 (część 1: sezon 4, odcinek 3). |    |                               |                       |                    |                              |                  |                                |
| 14                                                                                                   | 4  | Friends with Benefits         | Koleżeńskie przysługi | Sanaa Hamri        | Carly Soteras, Jalysa Conway | 8 lutego 2021    | 23 marca 2021                  |
| 15                                                                                                   | 5  | Difficult Conversations       | Trudne rozmowy        | Sanaa Hamri        | Wolfe Coleman                | 15 lutego 2021   | 30 marca 2021                  |
| 16                                                                                                   | 6  | Everyone and Their Brother    | Wszyscy krewni brata  | Marcus Stokes      | Molly Green, James Leffler   | 22 lutego 2021   | 6 kwietnia 2021                |
| 17                                                                                                   | 7  | Displaced                     | Nie na miejscu        | Paula Hunziker     | Jessica Ball                 | 1 marca 2021     | 13 kwietnia 2021               |
| 18                                                                                                   | 8  | Bad Call                      | Zła decyzja           | Bradley Buecker    | Tonya Kong                   | 8 marca 2021     | 20 kwietnia 2021               |
| 19                                                                                                   | 9  | Saving Grace                  | Grace i Judd          | Sharat Raju        | Tonya Kong, Wolfe Coleman    | 19 kwietnia 2021 | 4 maja 2021                    |
| 20                                                                                                   | 10 | A Little Help From My Friends | Przyjacielska pomoc   | Marita Grabiak     | Jalysa Conway                | 26 kwietnia 2021 | 11 maja 2021                   |
| 21                                                                                                   | 11 | Slow Burn                     | Zarzewie              | Chad Lowe          | John Owen Lowe               | 3 maja 2021      | 18 maja 2021                   |
| 22                                                                                                   | 12 | The Big Heat                  | Wielki żar            | Ben Hernandez Bray | Carly Soteras                | 10 maja 2021     | 25 maja 2021                   |
| 23                                                                                                   | 13 | One Day                       | Pewnego dnia          | Sanaa Hamri        | Tim Minear, Rashad Raisani   | 17 maja 2021     | 1 czerwca 2021                 |
| 24                                                                                                   | 14 | Dust to Dust                  | Z prochu w proch      | Bradley Buecker    | Tim Minear, Rashad Raisani   | 24 maja 2021     | 8 czerwca 2021                 |

### Sezon 3 (2022)
| Nr                                                                                         | #  | Tytuł                                 | Polski tytuł                             | Premiera (Fox)   | Premiera w Polsce (Fox Polska) |
| ------------------------------------------------------------------------------------------ | -- | ------------------------------------- | ---------------------------------------- | ---------------- | ------------------------------ |
| 25                                                                                         | 1  | The Big Chill                         | Wielki mróz                              | 3 stycznia 2022  | 22 lutego 2022                 |
| 26                                                                                         | 2  | Thin Ice                              | Cienki lód                               | 10 stycznia 2022 | 1 marca 2022                   |
| 27                                                                                         | 3  | Shock & Thaw                          | Szok i odwilż                            | 24 stycznia 2022 | 8 marca 2022                   |
| 28                                                                                         | 4  | Push                                  | Poród                                    | 31 stycznia 2022 | 15 marca 2022                  |
| 29                                                                                         | 5  | Child Care                            | Opieka rodzicielska                      | 7 lutego 2022    | 22 marca 2022                  |
| 30                                                                                         | 6  | The ATX-Files                         | Z archiwum ATX                           | 14 lutego 2022   | 29 marca 2022                  |
| 31                                                                                         | 7  | Red vs Blue                           | Czerwoni kontra niebiescy                | 21 lutego 2022   | 5 kwietnia 2022                |
| 32                                                                                         | 8  | In the Unlikely Event of an Emergency | W razie mało prawdopodobnej konieczności | 28 lutego 2022   | 12 kwietnia 2022               |
| 33                                                                                         | 9  | The Bird                              | Ptak                                     | 7 marca 2022     | 19 kwietnia 2022               |
| 34                                                                                         | 10 | Parental Guidance                     | Pod okiem rodzica                        | 14 marca 2022    | 26 kwietnia 2022               |
| 35                                                                                         | 11 | Prince Albert in a Can                | Podejrzana paczka                        | 21 marca 2022    | 10 maja 2022                   |
| Odcinek jest crossoverem postaciowym z serialem 9-1-1 (pojawia się postać z tego serialu). |    |                                       |                                          |                  |                                |
| 36                                                                                         | 12 | Negative Space                        | Negatywna przestrzeń                     | 28 marca 2022    | 17 maja 2022                   |
| 37                                                                                         | 13 | Riddle of the Sphynx                  | Zagadka sfinksa                          | 11 kwietnia 2022 | 24 maja 2022                   |
| 38                                                                                         | 14 | Impulse Control                       | Kontrola odruchów                        | 18 kwietnia 2022 | 31 maja 2022                   |
| 39                                                                                         | 15 | Down To Clown                         | Problem z klaunem                        | 25 kwietnia 2022 | 7 czerwca 2022                 |
| 40                                                                                         | 16 | Shift-Less                            | W bezruchu                               | 2 maja 2022      | 14 czerwca 2022                |
| 41                                                                                         | 17 | Spring Cleaning                       | Wiosenne porządki                        | 9 maja 2022      | 21 czerwca 2022                |
| 42                                                                                         | 18 | A Bright and Cloudless Morning        | Bezchmurny poranek                       | 16 maja 2022     | 28 czerwca 2022                |

### Sezon 4 (2023)
| Nr | #  | Tytuł                     | Polski tytuł           | Premiera (Fox)   | Premiera w Polsce (Disney+) |
| -- | -- | ------------------------- | ---------------------- | ---------------- | --------------------------- |
| 43 | 1  | The New Hotness           | Fala żaru              | 24 stycznia 2023 | 15 marca 2023               |
| 44 | 2  | The New Hot Mess          | Znowu urocza porażka   | 31 stycznia 2023 | 22 marca 2023               |
| 45 | 3  | Cry Wolf                  | Fałszywy alarm         | 7 lutego 2023    | 29 marca 2023               |
| 46 | 4  | Abandoned                 | Porzucenie             | 14 lutego 2023   | 5 kwietnia 2023             |
| 47 | 5  | Human Resources           | Zasoby ludzkie         | 21 lutego 2023   | 12 kwietnia 2023            |
| 48 | 6  | This Is Not a Drill       | To nie są ćwiczenia    | 28 lutego 2023   | 19 kwietnia 2023            |
| 49 | 7  | Tommy Dearest             | Najdroższy Tommy       | 7 marca 2023     | 26 kwietnia 2023            |
| 50 | 8  | Control Freaks            | Maniacy kontroli       | 14 marca 2023    | 3 maja 2023                 |
| 51 | 9  | Road Kill                 | Trupy na drodze        | 21 marca 2023    | 10 maja 2023                |
| 52 | 10 | Sellouts                  | Sprzedawczyki          | 28 marca 2023    | 17 maja 2023                |
| 53 | 11 | Double Trouble            | Podwójne kłopoty       | 4 kwietnia 2023  | 24 maja 2023                |
| 54 | 12 | Swipe Left                | Następny proszę        | 11 kwietnia 2023 | 31 maja 2023                |
| 55 | 13 | Open                      | Bez tajemnic           | 18 kwietnia 2023 | 7 czerwca 2023              |
| 56 | 14 | Tongues Out               | J'accuse!              | 25 kwietnia 2023 | 14 czerwca 2023             |
| 57 | 15 | Donors                    | Dawcy                  | 2 maja 2023      | 21 czerwca 2023             |
| 58 | 16 | A House Divided           | Poróżnieni             | 9 maja 2023      | 28 czerwca 2023             |
| 59 | 17 | Best of Men               | Najlepsi               | 16 maja 2023     | 5 lipca 2023                |
| 60 | 18 | In Sickness and In Health | W zdrowiu i w chorobie | 16 maja 2023     | 12 lipca 2023               |

### Sezon 5 (2024–2025)
| Nr | #  | Tytuł           | Polski tytuł              | Premiera (Fox)       | Premiera w Polsce (Disney+) |
| -- | -- | --------------- | ------------------------- | -------------------- | --------------------------- |
| 61 | 1  | Both Sides, Now | Obie strony, teraz        | 23 września 2024     | 27 listopada 2024           |
| 62 | 2  | Trainwrecks     | Katastrofy                | 30 września 2024     | 4 grudnia 2024              |
| 63 | 3  | Cl2             | Cl2                       | 7 października 2024  | 11 grudnia 2024             |
| 64 | 4  | My Way          | Po mojemu                 | 14 października 2024 | 18 grudnia 2024             |
| 65 | 5  | Thunderstruck   | Rażony piorunem           | 21 października 2024 | 25 grudnia 2024             |
| 66 | 6  | Naked Truth     | Naga prawda               | 4 listopada 2024     | 1 stycznia 2025             |
| 67 | 7  | Kiddos          | Dzieciaki                 | 11 listopada 2024    | 8 stycznia 2025             |
| 68 | 8  | The Quiet Ones  | Cisi                      | 18 listopada 2024    | 15 stycznia 2025            |
| 69 | 9  | Fall From Grace | W niełaskę                | 2 grudnia 2024       | 22 stycznia 2025            |
| 70 | 10 | All Who Wander  | brak - nie przetłumaczono | 20 stycznia 2025     | 29 stycznia 2025            |
| 71 | 11 | Impact          | brak - nie przetłumaczono | 27 stycznia 2025     | 5 lutego 2025               |
| 72 | 12 | Homecoming      | brak - nie przetłumaczono | 3 lutego 2025        | 12 lutego 2025              |

## Produkcja
13 maja 2019 roku stacja FOX ogłosiła, że zamówienie pierwszego sezonu dramatu, który zadebiutuje w sezonie telewizyjnym 2019/2020.
We wrześniu 2019 roku poinformowano, że Liv Tyler, Jim Parrack, Ronen Rubinstein, Sierra McClain, Natacha Karam, Brian Michael Smith, Rafael Silva, Julian Works dołączyli do obsady serialu.
14 kwietnia 2020 roku stacja FOX ogłosiła przedłużenie serialu o drugi sezon.
Na początku września 2020 roku poinformowano, że Gina Torres dołączyła do obsady dramatu w drugim sezonie.